# Belvosia splendens
Belvosia splendens là một loài ruồi trong họ Tachinidae.